# Puk Recording Studios
 Der er for få eller ingen kildehenvisninger i denne artikel, hvilket er et problem. Du kan hjælpe ved at angive troværdige kilder til de påstande, som fremføres i artiklen.

Puk Recording Studios, også omtalt som Puk-studiet eller blot Puk, er et dansk pladestudie beliggende i Gjerlev nær Randers. Det har siden starten i 1980'erne været benyttet af en del internationale musiknavne, heriblandt Judas Priest, George Michael, Depeche Mode og Elton John, samt et stort antal danske musikere, blandt andet Tv-2, September, Kashmir og Nephew.. Studiet har foruden indspilningsfaciliteter også et hotel med wellness og swimmingpool.
Puk Recording Studios blev stiftet i slutningen af 1970'erne af John "Puk" Quist og Birte Quist (Sørensen) i en nedlagt landejendom der også havde virket som et kloster ved byen Gjerlev. Puk og Birte Quist opbyggede studiet til dets nuværende størrelse midt i 1980'erne med støtte fra blandt andet studietekniker eleven Nete Ramlau-Hansen og andre fra området.[kilde mangler]
Studiet blev omdannet til aktieselskab og Puk og Birte Quist forblev i ledelsen frem til 1991, hvor kreditorerne satte studierne i betalingsstandsning, som senere ledte til konkurs. Studiet har dog ikke på noget tidspunkt været lukket, men har opretholdt driften ved overtagelserne.
Peter Klokker Fink Iversen blev i 1984 ansat som lydtekniker og senere som teknisk chef og stod for den tekniske opbygning af begge de internationale studier, som blev søsat i 1985. Samtidigt med Iversen ansatte man også Mogens Balle som studiemanager, og Balle lykkedes med at få kendskabet til studierne udbredt via mange gode artikler i internationale studiemagasiner og via benhårdt opsøgningsarbejde. Balle har stærke sprogegenskaber, hvilket var essentielt i en international lancering. Balle forlod studierne i 1988, mens Iversen i 1991 overtog den daglige ledelse.
I perioden 1978 til 1991 var nogle af artisterne der gæstede Puk Recording Studios; Lasse & Mathilde, Susanne Lana, Laban, Bamses Venner, Bjarne Liller, Kliché, Østjysk Musikforsyning, Malurt, Anne Dorthe Michelsen, Fisker Thomas, Snapshot, Lars H.U.G., Michael Falck, Kim Larsen, Laid Back, Delta Cross Band, De Gyldne Løver, Per Højholt, TV-2, Anne Grete, Trio (Tyskland), DéFilm, Jeanne Mas (Frankrig) Go West (England), Danny Wilson (Skotland), One Two, Miss B. Haven, George Michael (England), Gnags, 8000 C, Wet Wet Wet (Skotland), Depeche Mode (England), Nanna, Skagerack, D-A-D, The Kinks (England), Judas Priest’s (England), Elton John (England), Pretty Maids, Gary Moore (Nordirland), Mænd i Blåt, Sort Sol, Thomas Helmig, Sisters of Mercy (England), Love Shop, og mange flere
I 1992 overtog Peter Klokker Fink iversen driften af studiet i et nyt aktieselskab, som var ejet af Iversen sammen med Replay Records og Pladecompagniet. Selskabet blev i 1994 overtaget af Pladeselskabet CMC med hovedsæde i Pandrup. Her indtrådte Iversen i CMC's ledelse, mens han stadig var chef for studiet. Hele CMC-koncernen blev i sommeren 1997 overtaget af EMI Records, og studierne dermed en del af EMI Studio Group, som også ejede Abbey Road Studios.
Peter Klokker Fink Iversen købte studierne fri af EMI Studio Group i 1999 og har ejet studierne siden. Blandt de kunstnere der for nylig har besøgt studierne, er Volbeat og Meshuggah.
Bygningerne i Gerlev, hvor Puk Recording Studios havde holdt til, brændte ned den 28. december 2020.
Før branden havde Peter Fink Iversen solgt bygningerne til virksomheden Wind Estate, og vindmøller var blevet opført ved siden af.